# Ерёмин, Станислав Вячеславович
Станислав Вячеславович Ерёмин (23 июня 1985, Симферополь) — российский волейболист, доигровщик.

## Карьера
Станислав Ерёмин начинал заниматься волейболом в ДЮСШ села Скворцово Симферопольского района под руководством своей матери — мастера спорта СССР Светланы Борисовны Ерёминой. В 14-летнем возрасте отправился на просмотр в Белгород и был принят в молодёжную команду «Динамо-Белогорье». В её составе выступал в высшей лиге «А» вплоть до 2006 года, кроме сезона-2004/05, который провёл в ЦСКА.
В 2005 году вместе с большой группой белгородских игроков был привлечён в пляжный волейбол. В паре с Русланом Даяновым занял 17-е место на чемпионате Европы в Москве, 9-е место на молодёжном чемпионате мира (U21) в Рио-де-Жанейро и 5-е место на европейском первенстве U23 в Мысловице. В период с 2005 по 2007 год принял участие в 5 турнирах в рамках Мирового тура в командах с Игорем Колодинским, Вячеславом Махортовым и Александром Кузьмичёвым.
В 2008 году Станислав Ерёмин вернулся в классический волейбол, подписав контракт с уфимским «Уралом», в сезоне-2008/09 в основном играл за фарм-команду в высшей лиге «А». Затем пополнил состав «Динамо-Янтаря», по итогам чемпионата Суперлиги-2009/10 стал лучшим по статистике принимающим (67 % позитивного приёма и 39 % отличной доводки при 14,9 приёмах в среднем за матч). В декабре 2010 года в связи с финансовым кризисом в калининградском клубе перешёл в краснодарское «Динамо».
Летом 2014 года стал игроком новосибирского «Локомотива». В его составе Ерёмин дважды выигрывал серебряные медали Кубка России, а в сезоне-2016/17 также завоевал бронзу национального чемпионата.
С осени 2017 года выступал за «Динамо-ЛО» (Сосновый Бор), по итогам регулярного чемпионата вновь стал лучшим принимающим в Суперлиге. В июне 2018 года перешёл в московское «Динамо».

## Достижения
- Бронзовый призёр чемпионата России (2016/17).
- Серебряный призёр Кубка России (2014, 2016).